# Ned Maddrell
Edward Maddrell detto Ned (Cregneash, 20 agosto 1877 – Douglas, 27 dicembre 1974) è stato l'ultimo madrelingua mannese.

## Biografia
Ned Maddrell era un pescatore dell'isola di Man e a lungo è stato considerato l'ultimo parlante del mannese, lingua goidelica dell'Isola di Man.
Dopo la morte di Save Kinvig nel 1962, Maddrell era rimasto l'unica persona a poter dire di aver parlato mannese fin dall'infanzia, aveva imparato infatti la lingua dalla sua prozia. Al contrario di altri parlanti, a Maddrell piaceva questo status di piccola celebrità ed era felice di insegnare ai più giovani la lingua.
La sua morte, avvenuta nel 1974, ha portato all'estinzione della lingua mannese. Tuttavia negli anni successivi si è assistito a una ripresa dell'interesse per la lingua, tant'è che nel 1992 l'Isola di Man ha ripreso a insegnarla nelle scuole e, nel 2008, è tornata a essere ufficialmente una lingua vivente. Dal 2015 le persone che conoscono la lingua mannese sono circa 1.800.